# 小坂 (名古屋市)
小坂（こさか）は、愛知県名古屋市緑区の町名。現行行政地名は小坂一丁目及び小坂二丁目。住居表示未実施。

## 地理
名古屋市緑区の北東部に位置し、南は鳥澄・鴻仏目、南東は篭山・細口、北西は滝ノ水、北東は鳴丘に接する。

## 歴史

### 沿革
- 1993年（平成5年）8月7日 - 緑区鳴海町の一部より、同区小坂一～二丁目が成立[1]。

## 世帯数と人口
2019年（平成31年）3月1日現在の世帯数と人口は以下の通りである。
| 丁目       | 世帯数    | 人口    |
| ---------- | --------- | ------- |
| 小坂一丁目 | 420世帯   | 1,221人 |
| 小坂二丁目 | 695世帯   | 1,796人 |
| 計         | 1,115世帯 | 3,017人 |

### 人口の変遷
国勢調査による人口の推移
| 1995年（平成7年）  | 1,234人 | [ 7 ]  |  |
| 2000年（平成12年） | 2,010人 | [ 8 ]  |  |
| 2005年（平成17年） | 2,503人 | [ 9 ]  |  |
| 2010年（平成22年） | 3,004人 | [ 10 ] |  |
| 2015年（平成27年） | 3,022人 | [ 11 ] |  |

## 学区
市立小・中学校に通う場合、学校等は以下の通りとなる。また、公立高等学校に通う場合の学区は以下の通りとなる。
| 丁目       | 番・番地等 | 小学校               | 中学校                 | 高等学校 |
| ---------- | ---------- | -------------------- | ---------------------- | -------- |
| 小坂一丁目 | 全域       | 名古屋市立小坂小学校 | 名古屋市立滝ノ水中学校 | 尾張学区 |
| 小坂二丁目 | 全域       | 名古屋市立小坂小学校 | 名古屋市立滝ノ水中学校 | 尾張学区 |

## 交通
- 国道302号（名古屋環状2号線）

## 施設
- 名古屋市立小坂小学校
- 小坂公園

## その他

### 日本郵便
- 郵便番号 : 458-0022[4]（集配局：緑郵便局[14]）。